# Alysia meunieri
Espèce
Alysia meunieri est une espèce fossile d'Hymenoptera de la super-famille des Ichneumonoidea, dans la famille des Braconidae et de la sous-famille des Alysiinae, dans le genre Alysia. 

## Classification
L'espèce Alysia meunieri est décrite en 1937 par le paléontologue français Nicolas Théobald (1903-1981) dans sa thèse,. 

### Fossiles
L'holotype A1023 appartient à la collection personnelle de Nicolas Théobald, qui vient du gypse d'Aix-en-Provence.

### Étymologie
L'épithète spécifique est dédiée à Fernand Meunier(1868-1926) entomologiste belge descripteur de l'espèce très voisine Bracon vasseuri,.

## Description

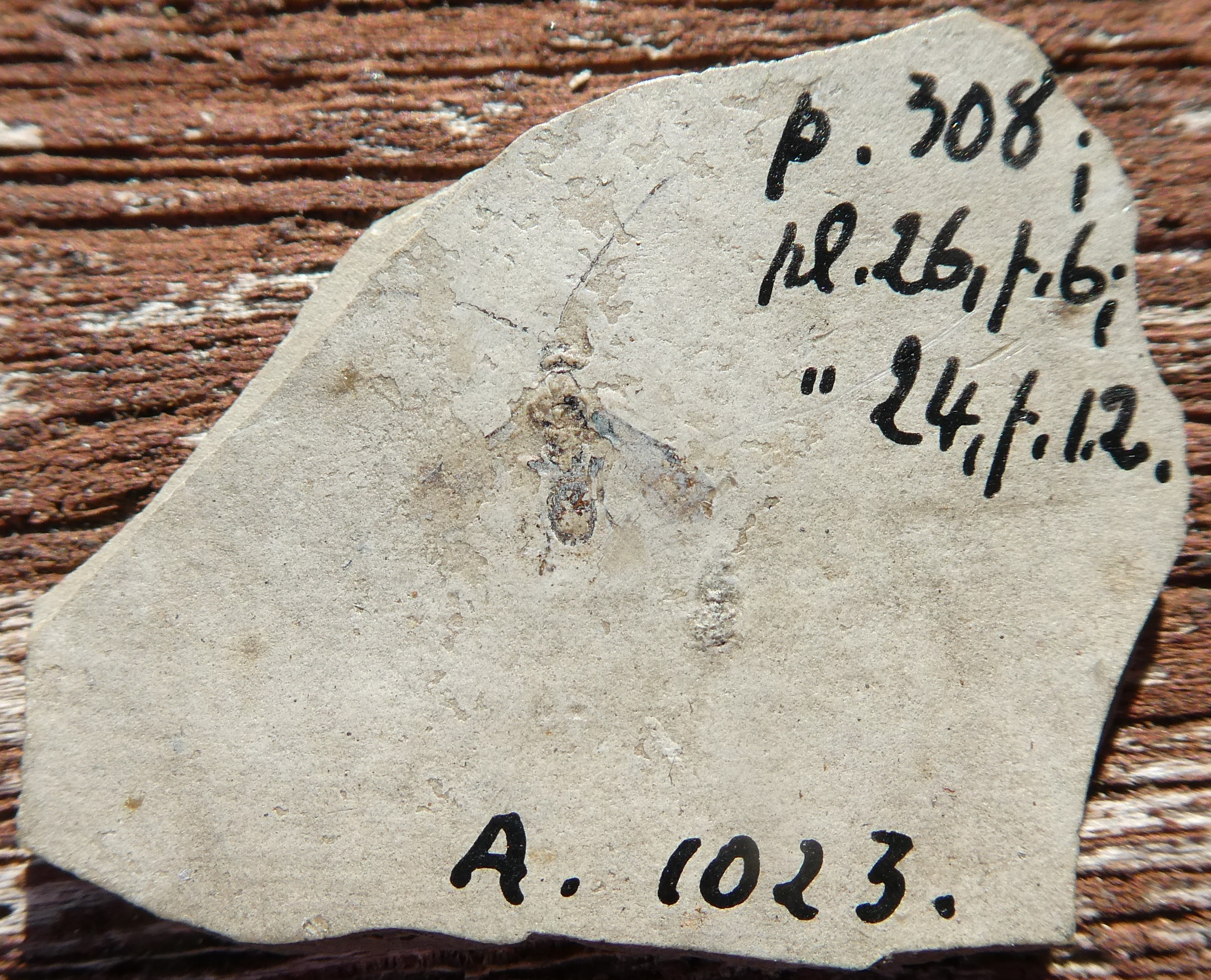
Alysia meunieri selon Nicolas Théobald en 1937 : holotype A1023.

### Caractères
La diagnose de Nicolas Théobald en 1937, : 

« Insecte de petite taille, de teinte noirâtre, à ailes enfumées. Tête transversale, deux gros yeux ovales, latéraux ; antennes aussi longues que le corps, pluriarticulées, 31 articles ; cou net. Thorax fusiforme, segmenté, scutellum petit. Abdomen subsessile, renflé et court, arrondi à l'extrémité ; 1er segment oblong, striolé. Pattes fortes, brunes, finement velues ; Ailes à nervures fortes ; cellules portant de nombreuses microtriches ; fascie noire à l'avant et dans les 2 premières cellules cubitales ; stigma noir, court, nervure radiale courbe ; 2e cellule cubitale subcarrée ; le 1re cellule cubitale reçoit la nervure récurrente vers sa base ; cellule médiane plus longue que cellule costale ».

### Dimensions
L'holotype a une longueur totale de 4 mm, et une longueur d'aile de 3,75 mm.

### Affinités
« Cet échantillon semble être identique à Bracon Vasseuri Meunier d'Aix. mais n'appartient pas aux espèces Bracon dans lesquels les cellules costale et médiane sont de même longueur. Présente les caractères des Alysiidae, en particulier de Alysia manducator Panz. (cellule radiale se terminant avant le bout de l'aile, nervure récurrente non interstitielle); en diffère par la longueur des antennes. ».

## Biologie
« On trouve le genre Alysia en Europe. Les Insectes fréquentent les matières en décomposition, à la recherche des larves de diptères. Ils parasitent les larves de Lucilia, Cyartonema, Hydrotaea (André). ».

### Publication originale
- [1937] Nicolas Théobald, « Les insectes fossiles des terrains oligocènes de France 473 p., 17 fig., 7 cartes,13 tables, 29 planches hors texte », Bulletin Mensuel de la Société des Sciences de Nancy et Mémoires de la Société des sciences de Nancy, Imprimerie G. Thomas,‎ 1937, p. 1-473 (ISSN 1155-1119 et 2263-6439, OCLC 786027547). .